# Медичний університет Астани
Медичний університет Астани - вищий навчальний медичний заклад у місті Астана, заснований за наказом Ради Міністрів КазРСР від 26 жовтня 1964 року. Спочатку університет отримав назву Целиноградський Державний Медичний Інститут (ЦДМІ), а в 2009 р. перейменований в Медичний університет Астани і став першим акціонерним товариством серед медичних вузів Казахстану  .

## Історія

### Відкриття інституту
Постанову про відкриття інституту було ухвалено 26 жовтня 1964 року Радою Міністрів КазРСР. Організатором та координатором майбутнього інституту був призначений кандидат медичних наук А. Р. Рахішев. Починаючи з жовтня 1964 року для здійснення викладацької діяльності в ЦДМІ приїхали викладачі з Алмати, серед них кандидати медичних наук Станіслав Дмитрович Полєтаєв та П. А. Пак, а також кандидат наук, завідувач кафедри біології Р. Н. Гагаріна. Станом на 5 листопада в інституті числилось 15 викладачів та були створені кафедри біології, латинської мови, нормальної анатомії, іноземних мов, а згодом кафедри хімії та фізики. Заняття в інституті розпочалися 12 грудня 1964 року.

### Правління ВНЗ
Першим ректором інституту у 1964 році було призначено кандидата медичних наук Станіслава Дмитровича Полєтаєва, який працював у Казахському науково-дослідному інституті туберкульозу заступником директора з наукової роботи. Проректором з навчальної роботи призначено доцента, кандидата медичних наук А. Р. Рахішева, який раніше працював у Карагандинському медичному інституті. Він же очолив і одну з перших кафедр – нормальної анатомії. Методичну комісію, створену в травні 1965 року, очолив доцент Ф. З. Балакін. Функції Вченої Ради виконувала міжкафедральна нарада аж до 22 червня 1965, коли наказом Міністерства охорони здоров'я КазРСР був затверджений перший склад Вченої Ради інституту у складі 17 осіб. При Полєтаєві були сформовані всі основні кафедри інституту та збудовано перший студентський гуртожиток. У 1970 році на зміну Полєтаєву прийшов кандидат медичних наук, доцент Микола Михайлович Хоменко. Цього ж року в інституті відкрилася дисертаційна рада із захисту кандидатських дисертацій зі спеціальностей «Хірургія» та «Нормальна анатомія», яка стала першою в Астані. Також було розпочато будівництво двох нових корпусів гуртожитку та проведено модернізацію лекційних залів. Після Хоменка, в 1978 році, інститут очолив професор Валентин Гаврилович Корпачов, великий учений -патофізіолог, основоположник експериментальної реаніматології в Республіці Казахстан. В інституті було організовано клуби за інтересами та добудовано студентські гуртожитки.
З 1997 року інститут очолив член-кореспондент НАН Райс Кажкенович Тулєбаєв. У той же рік інститут було реорганізовано в Акмолінську державну медичну академію. До 2001 року в академії було відкрито 3 дисертаційні ради. З 2001 року академію очолив професор Полат Казимбетович Казимбет, великий вчений у галузі медичної радіобіології. При ньому було відкрито факультет удосконалення лікарів з 6 кафедрами: акушерства та гінекології, травматології та ортопедії, педіатрії, хірургії, внутрішніх хвороб, анестезіології та реаніматології. У 2004 році академію очолив академік АМН РК, професор, доктор медичних наук Жаксилик Акмурзайович Доскалієв. При академії було створено навчально-методичне об'єднання медичних вузів РК та відкрито відділ розвитку державної мови. Почав виходити щоквартальний науково-практичний журнал республіканського значення «Оториноларингологія». З жовтня 2007 року академію очолив доктор медичних наук Тимур Салаватович Тапбергенов. При ньому ухвалою Уряду Республіки Казахстан № 451 від 13 травня 2008 року республіканське державне казенне підприємство «Казахська державна медична академія» Міністерства охорони здоров'я Республіки Казахстан реорганізовано в акціонерне товариство «Казахська медична академія» зі стовідсотковою участю держави у статутному капіталі. З грудня 2008 р. академію очолив доктор медичних наук, професор, заслужений діяч РК, Ph.D. Жаксибай Шаймарданович Жумаділов  . 6 січня 2009 року АТ «Казахська медична академія» перетворено на АТ «Медичний Університет Астана», який увійшов до складу Національного медичного холдингу.
З 2010 року до 2019 року університет очолював доктор медичних наук, заслужений діяч Республіки Казахстан Мажит Зейнуллович Шайдаров.
У 2019 році ректором був колишній міністр освіти Литви професор Дайнюс Павалькіс, який пропрацював на посаді ректора столичного медвузу до 2021 року.
З 2021 року посаду ректора займає Камалжан Талгатович Надиров.
| Ректори університету | Ректори університету | Ректори університету                                      | Ректори університету              |
| #                    | Дата                 | Титул                                                     | Ім'я                              |
| -------------------- | -------------------- | --------------------------------------------------------- | --------------------------------- |
| 1                    | 1964-1970            | Кандидат медичних наук                                    | Полєтаєв, Станіслав Дмитрович     |
| 2                    | 1970-1978            | Кандидат медичних наук, доцент                            | Хоменко, Миколо Михайловичу       |
| 3                    | 1978-1997            | Професор                                                  | Корпачов, Валентин Гаврилович     |
| 4                    | 1997-2001            | Член-кореспондент НАН, професор, доктор медичних наук     | Тулебаєв, Райс Кажкенович         |
| 5                    | 2001-2004            | Професор                                                  | Казимбет, Полат Казимбетович      |
| 6                    | 2004-2007            | Академік АМН РК, професор, доктор медичних наук           | Доскалієв, Жаксилик Акмурзайович  |
| 7                    | 2007-2008            | Доктор медичних наук                                      | Тапбергенов, Тимур Салаватович    |
| 8                    | 2008-2010            | Заслужений діяч РК, професор, доктор медичних наук, Ph.D. | Жумадилов, Жаксибай Шаймарданович |
| 9                    | 2010-2019            | Заслужений діяч РК, доктор медичних наук                  | Шайдаров, Мажит Зейннулович       |
| 10                   | 2019-2021            | Доктор медичних наук                                      | Дайнюс, Павалькіс                 |
| 11                   | з 2021               |                                                           | Камалжан Талгатович Надиров       |

### Наукова та педагогічна діяльність
Після заснування інституту, восени 1964 року на перший курс вступило 100 студентів. У лютому 1965 року з Алма-Атинського, Карагандинського, Семипалатинського та інших медичних інститутів на другий курс перевелися ще 100 студентів. До 1967 року  сформувались 35 кафедр. У 1973 році створено першу міжкафедральну науково-дослідну лабораторію.
Станом на 1974 рік в університеті було захищено 15 докторських та 72 кандидатських дисертацій, а на 35 кафедрах працювало 226 викладачів, з них 4 доктори та 86 кандидатів медичних наук. В університеті навчалося понад 2400 студентів. В 1989 році було створено факультет з підготовки середніх медичних працівників, а 1990 році на базі міжкафедральної лабораторії відкрилася центральна науково-дослідна лабораторія.
Перше казахське відділення відкрилося в університеті у 1990 році. Того ж року до академії приєднано степногірський факультет «Медико-біологічної справи», а в 2002 році відкрито факультети «Фармація», «Стоматологія», «Факультет Східної медицини» та «Факультет середніх медпрацівників».
Станом на 2010 рік в університеті працювало 51 докторів наук, 33 професори, понад 180 кандидатів наук та 69 доцентів. За час існування університету освіту в ньому здобуло понад 13,5 тисячі лікарів.
| Кафедри університета на 1967 рік | Кафедри університета на 1967 рік | Кафедри університета на 1967 рік                          | Кафедри університета на 1967 рік |
| #                                | Рік заснування                   | Кафедра                                                   | Завідуючий                       |
| -------------------------------- | -------------------------------- | --------------------------------------------------------- | -------------------------------- |
| 1                                | 1964                             | Кафедра латинскої мови                                    | Н. М. Лемпель                    |
| 2                                | 1964                             | Кафедра біології                                          | Р. Н. Гагаріна                   |
| 3                                | 1964                             | Кафедра хімії                                             | В. І. Вологіна                   |
| 4                                | 1964                             | Кафедра іноземних мов                                     | І. П. Сердюк                     |
| 5                                | 1964                             | Кафедра фізіології                                        | П. А. Пак                        |
| 6                                | 1964                             | Кафедра нормальної анатомії                               | А. Р. Рахішев                    |
| 7                                | 1964                             | Кафедра фізики                                            |                                  |
| 8                                | 1964                             | Кафедра гістології                                        | Ф. С. Балакін                    |
| 9                                | 1964                             | Кафедра нормальної фізіології                             | Р. Д. Колесінська                |
| 10                               | 1964                             | Кафедра філософії                                         | Н. С. Гагарін                    |
| 11                               | 1964                             | Кафедра мікробіології                                     | В. А. Файншмідт                  |
| 12                               | 1964                             | Кафедра біохімії                                          | В. К. Захарова                   |
| 13                               | 1965                             | Кафедра патологічної анатомії                             | Б. М. Шапіро                     |
| 14                               | 1965                             | Кафедра фармакології                                      | Л. С. Грєбнєва                   |
| 15                               | 1965                             | Кафедра патологічной фізіології                           | В. Р. Файтельберг-Бланк          |
| 16                               | 1965                             | Кафедра пропедевтики внутрішніх захуворювань              | А. В. Кропельницька              |
| 17                               | 1965                             | Кафедра загальної хірургії                                | В. М. Удод                       |
| 18                               | 1965                             | Кафедра оперативної хірургії                              | В. М. Клебанов                   |
| 19                               | 1966                             | Кафедра рентгенології та радіології                       | Ю. Г. Шендрик                    |
| 20                               | 1966                             | Кафедра загальної гігієни                                 | І. І. Філатов                    |
| 21                               | 1966                             | Кафедра факультетської терапії                            | І. А. Мельник                    |
| 22                               | 1966                             | Кафедра факультетської хірургії                           | Ю. А. Волох                      |
| 23                               | 1966                             | Кафедра шкірних і венеричних захворювань                  | А. П. Ващенкова                  |
| 24                               | 1967                             | Кафедра очних захворювань                                 | Н. Д. Кудряшова                  |
| 25                               | 1967                             | Кафедра ЛОР-захворювань                                   | З. Ш. Шаіхов                     |
| 26                               | 1967                             | Кафедра нервових захворювань                              | Р. В. Мамічев                    |
| 27                               | 1967                             | Кафедра туберкульозу                                      | С. Д. Полєтаєв                   |
| 28                               | 1967                             | Кафедра госпітальної терапії                              | Г. М. Казантінова                |
| 29                               | 1967                             | Кафедра госпітальної хірургії                             | Н. Ф. Хохлов                     |
| 30                               | 1967                             | Кафедра інфекційних захворювань                           | В. П. Осіпов                     |
| 31                               | 1967                             | Кафедра акушерства і гінекології                          | Г. І. Забірова                   |
| 32                               | 1967                             | Кафедра психіатрії                                        | П. Г. Петраченков                |
| 33                               | 1967                             | Кафедра судебної медицини                                 | С. В. Шершавкін                  |
| 34                               | 1967                             | Кафедра дитячих захворювань                               | Д. П. Чучупалов                  |
| 35                               | 1967                             | Кафедра соціальної гігієни і організації охорони здоров'я | Ю. Д. Шитіков                    |

### Філії університету
Всього з 1997 по 2001 рік на базі університету було створено десять філій наукових центрів та науково-дослідних інститутів, зокрема філія НДІ кардіології, філія НДІ туберкульозу та філія НЦ проблем формування здорового способу життя Республіки Казахстан.
| Філії університету | Філії університету                               | Філії університету        |
| #                  | Філія                                            | Директор                  |
| ------------------ | ------------------------------------------------ | ------------------------- |
| 1                  | НЦ хірургії                                      | проф. К. К. Ахметов       |
| 2                  | НЦ охорони материнства та дитинства              | проф. К. Ж. Кульбаєва     |
| 3                  | НДІ онкології та радіології                      | проф. А. К. Макішев       |
| 4                  | НДІ туберкульозу                                 | проф. А. І. Колос         |
| 5                  | НЦ урології                                      | буд. м. н. Е. Ж. Єнсебаєв |
| 6                  | НДІ кардіології                                  | проф. Т. З. Сейсембеков   |
| 7                  | НДІ шкірно-венеричних хвороб                     | доц. Г. Р. Батпєнова      |
| 8                  | НДІ очних хвороб                                 | доц. З. У. Ахмед'янова    |
| 9                  | НЦ педіатрії та дитячої хірургії                 | проф. А. Е. Єрекєшов      |
| 10                 | НЦ проблем формування здорового способу життя РК | проф. Е. Д. Далєнов       |

## Університет сьогодні

### Факультети
На сьогоднішній день університет проводить набір на навчання за такими спеціальностями:
- Загальна медицина
- Стоматологія
- Громадська охорона здоров'я
- Сестринська справа
- Фармація
- Кінезітерапія
- Педіатрія

## Місія та цілі
Після відкриття вузу в 1964 році змінилася не лише назва закладу, а й збільшилася кількість спеціальностей, були впроваджені кредитні технології навчання та триступенева система освіти - бакалаврат, магістратура, докторантура, аспірантура, академікатура. Рейтинг університету постійно зростає і протягом кількох років університет входить до трійки провідних медичних вузів Республіки Казахстан.
Медичний університет Астана в перспективі має стати:
1. Лідером у системі вищої, післявузівської та безперервної медичної освіти, інновацій у  сферіохорони здоров'я
2. Науково-клінічним центром передових медичних технологій, інтелектуальних розробок;
3. Центром формування та впровадження стандартів корпоративного управління;
4. Центром формування наукового, соціально-культурного, освітнього середовища та інфраструктури.

Головні пріоритети розвитку:
1. розвиток людських ресурсів;
2. надання якісної медичної освіти;
3. створення власної клінічної бази;
4. вдосконалення вузівської науки;
5. інтеграція у міжнародне освітнє та наукове співтовариство.

Виходячи зі сформульованої місії вузом було визначено такі цілі:
1. Забезпечення якості підготовки професійно та морально досконалих фахівців для системи охорони здоров'я Республіки Казахстан, конкурентоспроможних, що володіють інноваційними технологіями, знаннями та гармонійно розвинених професіоналів, здатних надавати якісні та безпечні медичні послуги в умовах глобалізації світової спільноти;
2. Вдосконалення освітньої діяльності;
3. Організація інноваційної клінічної діяльності;
4. Вдосконалення науково-дослідної роботи;
5. Удосконалення системи післявузівської та безперервної професійної освіти, сильної наукової школи, інновацій у сфері охорони здоров'я та фармації;
6. Розвиток стратегічного планування діяльності;
7. Зміцнення операційної діяльності, управління фінансами та активами;
8. Формування та впровадження стандартів корпоративної етики, джерела інформації та технологій, формування наукового, соціально-культурного, здорового корпоративного середовища, довіри до системи охорони здоров'я.

Згідно основних цілей сформовано стратегічні напрями розвитку Університету:
1. Стратегічне спрямування: Формування лідерських позицій у галузі вищої медичної освіти
  1. Забезпечення високого рівня якості освітніх послуг, які надає АТ «Медичний університет Нур-Султан»
  2. Забезпечення оптимального обсягу та структури освітніх послуг
  3. Забезпечення комплексного підходу при наданні освітніх послуг (соціальний аспект)
2. Стратегічне спрямування: Підвищення ефективності корпоративного управління. Розвиток кадрового, інтелектуального та матеріально-технічного потенціалу
  1. Розвиток людських ресурсів та інтелектуального потенціалу
  2. Удосконалення системи управління
  3. Розвиток матеріально-технічної бази
  4. Оцінка системи якості діяльності університету
  5. Удосконалення механізмів фінансової політики
3. Стратегічне спрямування: Розвиток медичної науки та практики, післявузівської та додаткової освіти
  1. Модернізація науково-медичної інфраструктури
  2. Розширення обсягів та забезпечення якості післявузівської та додаткової освіти
  3. Забезпечення дочірніх організацій Холдингу та системи охорони здоров'я РК висококваліфікованими медичними кадрами
  4. Впровадження ефективного менеджменту науково-медичної діяльності
  5. Підвищення конкурентоспроможності наукових досліджень та інтеграція до міжнародного дослідницького простору